# Hohenzell
Hohenzell là một đô thị trong bang Thượng Áo. Đô thị này thuộc huyện Ried im Innkreis trong Innviertel và có dân số 2.002 người.
Hohenzell nằm ở khu vực có độ cao 478 m trên mực nước biển ở Innviertel. Kích thước là 6,8 km nam-bắc và 5,7 km đông-tây. Tổng diện tích 22,6 km², 10,2% là rừng, 80,1% diện tích sử dụng nông nghiệp. Các khu vực dân cư là Aching, Aschbrechting, Breiningsham, Breitsach, Dürnberg, Emprechting, Engersdorf, Ficht, Gadering, Gonetsreith, Hilprechting, Hohenzell, Kager, Langstadl, Leisen, Mauler, Oberham, Oberlemberg, Obermauer, Plöck, Ponner, Roith, Wöging, Wötzling, Wanger, và Willmerting.